# Jimmy McHugh
Jimmy McHugh (10. července 1894 – 23. května 1969) byl americký hudební skladatel. Svou kariéru zahájil v rodném Bostonu, kde publikoval přibližně tucet písní. Úspěchu se mu dostalo s písní „Keep the Love-Light Burning in the Window Till the Boys Come Marching Home“, kterou začala dlouholetá spolupráce s textařem Jackem Caddiganem. V roce 1921 se přestěhoval do New Yorku, kde se mu dostalo úspěchu s prvním skutečným hitem, písní „Emaline“. Později spolupracoval s dalšími textaři, mezi něž patří například Ted Koehler, Al Dubin a Harold Adamson. S nimi napsal úspěšný muzikál As the girls go (premiéra 13.11.1948 ve Winter Garden Theater), která se dočkala 420 repíz.
```
Zemřel v
 
Beverly Hills
 ve věku 74 let.
```